# Billy Liar (filme)
Billy Liar é um filme de comédia britânico de 1963 estrelado por Tom Courtenay e dirigido por John Schlesinger. Foi baseado no romance homônimo de Keith Waterhouse.
O filme estreou no  Warner Theater no West End de Londres em 15 de agosto de 1963.